# Формація Хатрурім
31°12′06″ пн. ш. 35°17′00″ сх. д. / 31.201666666667° пн. ш. 35.283333333333° сх. д.
Формація Хатрурім або Плямиста зона — це геологічна формація з виходами корінних порід по всьому басейну Мертвого моря: у пустелі Негев в Ізраїлі, в Юдейській пустелі на Західному березі річки Йордан та в Західній Йорданії. Він включає неочищений вапняк від крейдового періоду до еоцену, а також вуглевмісну крейду та мергель. Гірські породи зазнали пірометаморфізму внаслідок горіння вугільних або вуглеводневих родовищ, що містяться поруч або лежать нижче. Формація отримала свою назву від виходів у басейні Хатрурім, що лежить на захід від Мертвого моря.
Протягом 1960-х років група вчених з Єврейського університету в Єрусалимі, включаючи Якова Бен-Тора та Лізу Геллер-Каллай, виявила, що формація Хатрурім містить кілька рідкісних, якщо не унікальних, мінеральних комплексів. Ця формація є типовою місцевістю для п'яти незвичайних мінералів та відома іншими мінералами, що слугують еталоном для мінеральних фаз, що утворюються за високої температури (1450 °C) у клінкері портландцементу.
Шуламіт Ґросс, ізраїльська геологіня і мінералогіня, продовжувала вивчати ці рідкісні мінерали. У 1977 році вона опублікувала монографію, в якій описала 123 види мінералів, виявлені у формації Хатрурім. П'ять раніше були відомі лише з однієї місцевості, а вісім інших були відомі лише як штучні продукти цементної промисловості. Ґросс також відкрила кілька нових мінералів: бенторит, яліміт та хатрурит. Четвертий мінерал, відкритий Ґросс, описали пізніше Дітмар Вебер і Адольф Бішофф, які назвали його ґросситом на честь Шуламіт.
Ґросс продемонструвала, що унікальні мінеральні комплекси, виявлені у формації Хатрурім, утворилися внаслідок пірометаморфізму, і їй вдалося відтворити в лабораторії більшість мінералів шляхом нагрівання осадових порід-попередників формацій Гареб і Такіє.
У 2011 році новий мінерал, пов'язаний з перовськітом, з басейну Хатрурім назвали шуламітитом на честь Шуламіт Гросс за її досягнення. Шуламітит з ідеалізованою формулою Ca3TiFe(III)AlO8, є проміжним мінералом між перовськітом (CaTiO3) і браунміллеритом (Ca2(Fe,Al)2O5), мінералом цементного клінкеру.